# Ces gens-là
Pistes de Jacky
Jacky
Pistes de Ces gens-là
Jeff
Ces gens-là est une chanson écrite et interprétée par Jacques Brel, produite par Barclay et publiée en 1965 dans l'album Jacky par les éditions Pouchenel de Bruxelles. Cette chanson très sombre, qui s'achève sur le désespoir d'un amour impossible, prend la forme d'une invective au texte corrosif. Sa musique est un trois-temps lent à thème répétitif.

## Narration
Le narrateur prend à témoin un tiers (un certain « Monsieur ») et lui décrit les différents membres d'une famille, dont l'existence est particulièrement médiocre et mesquine. Il fustige en particulier leur immobilisme (ce qui contraste d'ailleurs avec le mouvement qu'il crée en les éloignant de lui).
Cette chanson reprend le principe brélien de la vérité progressive que l'on trouve dans plusieurs de ses œuvres comme Les Bourgeois, Mathilde ou Regarde bien petit. En effet, l'énumération se termine par la fille, la belle Frida qu'il aime éperdument, et dont l'amour est réciproque, mais dont la famille n'autorise pas le mariage, estimant que le prétendant n'en est pas digne, ce qui explique peut-être enfin son hostilité à leur égard.
Cette subjectivité du narrateur, qui pourrait entacher son jugement, a d'ailleurs été confirmée par Brel, qui l'a qualifié de « faux témoin » dans une entrevue avec Dominique Arban, sans pour autant rejeter la justesse de la critique qu'il porte sur la petite bourgeoisie.
La chanson s'achève sur la résignation du narrateur, qui visiblement n'est pas dupe de la promesse que Frida lui a faite de « partir » pour le « suivre ». Il prend alors congé de son interlocuteur et lui dit qu'il doit rentrer chez lui.
Du point de vue vocal, l'interprétation commence de manière modérée mais s'amplifie progressivement, pour finir par exploser lorsque le narrateur évoque Frida, traduisant ainsi sa passion pour elle, ce qui contraste avec la phase de résignation qui suit et sur laquelle s'achève la chanson.

## Histoire de la chanson
Selon son accordéoniste Jean Corti, Brel s'est sans doute inspiré d'une famille réelle pour dépeindre les personnages de cette chanson.
La chanson a été enregistrée pour Barclay le 6 novembre 1965. Cet enregistrement dure 4 minutes et 38 secondes. La chanson s'est classée à la huitième place du hit-parade français le 5 février 1966.
Le manuscrit des paroles de la chanson a été mis aux enchères à Paris le 8 octobre 2008 par Sotheby's à l'occasion du 30e anniversaire de la mort du chanteur ; estimé entre 6 000 et 8 000 euros, il a été adjugé pour 60 750 euros,.

## Discographie
1965 :
- super 45 tours  Barclay 70 900 M : Ces gens-là, Jacky, L'âge idiot[10].

- 33 tours 25cm Barclay 80284S[11] Jacky.

1966 :
- 33 tours 30cm Barclay 90021[12] Ces gens-là.

Enregistrement en public :
2016 : Olympia 1964 - 1966 (sortie posthume)

## Reprises et détournements

### Reprises
La chanson a été reprise par plusieurs artistes.
C'est ainsi qu'Ange l'interprète en 1973 sur l'album Le Cimetière des arlequins (et en 1977 sur l'album en public Tome VI) ; le groupe ne reprend que les trois premiers couplets : le quatrième, celui évoquant Frida, est remplacé par un solo instrumental ; l'explication de l'absence du quatrième couplet est donnée sur le livret de l'album, où on peut lire : « À Jacques Brel, nous n'avons pas osé te prendre Frida ».
La chanson est reprise dans plusieurs compilations réunissant des artistes rendant hommage à Brel : French B en 1993 dans Brel, Québec, Michel Delpech en 1998 dans Hommage : Ils chantent Brel et Noir Désir en 1998 également dans Aux suivant(s). Le groupe chante à plusieurs reprises ce titre en concert et la chanson est encore reprise dans l'album Noir Désir en public en 2002. La même année, Annie Cordy reprend la chanson dans la compilation Hommage aux grands de la chanson française parue chez Reader's Digest.
De même, Florent Pagny en a enregistré une version en 2007 pour son album Pagny chante Brel.
Oxmo Puccino, surnommé pour l'occasion « Black Jack Brel », a rappé cette chanson en 2000 sur la compilation L'Hip-hopée : La Grande Épopée du rap français ; il y interprète les paroles fidèlement, se démarquant néanmoins de l'original dans le phrasé du dialogue avec Frida. 
Abd al Malik la revisite également en 2006 à la mode du slam dans son titre Les Autres, sur l'album Gibraltar.
Lors de son concert à La Cigale[Quand ?], Ycare a lui aussi interprété cette chanson.

### Détournements et parodies
En 1968, pour le final de son album Sept colts pour Schmoll Eddy Mitchell sur l'instrumental Tighten Up présente les musiciens ; pour ce faire (notamment), il parodie quelques passages de la chanson de Jacques Brel (« [...] Y a l'autre des carottes dans les cheveux [...], qu'est méchant comme une teigne, même qu'il donnerait "son saxo" à des pauvres gens heureux [...], et y a le tout p'tit bonhomme qui n'en finit pas de souffler [...], il joue de la trompette [...], il voudrait bien avoir l'air... »).
En 1985, l'humoriste Thierry Le Luron détourne Ces gens-là sous le titre Chez les Fafa, en référence au Premier ministre de l'époque Laurent Fabius.
Dans l'édition 1997 du spectacle humoristique Sois Belge et tais-toi !, les paroles de la chanson sont modifiées pour les faire coller à l'affaire Dassault et Agusta.
Jean-Pierre Gauffre, chroniqueur à France Info, l'a également détournée le 9 octobre 2008, le jour du 30e anniversaire de la mort de Brel, sur le thème de la crise financière, le premier membre de la famille devenant l'Oncle Sam (les États-Unis).
En 2015, lors de leur spectacle Otaké !, les humoristes toulousains Les Chevaliers du Fiel parodient cette chanson. C'est Éric Carrière, membre du duo qui interprète le personnage nommé Bruno de Bruxelles et, imitant la gestuelle et le ton de Brel, critique les banquiers, les agents immobiliers et les huissiers de justice.